# Municipio de Forestville
El municipio de Forestville (en inglés: Forestville Township) es un municipio ubicado en el condado de Fillmore en el estado estadounidense de Minnesota. En el año 2010 tenía una población de 356 habitantes y una densidad poblacional de 3,81 personas por km².

## Geografía
El municipio de Forestville se encuentra ubicado en las coordenadas 43°37′51″N 92°16′10″O / 43.63083, -92.26944. Según la Oficina del Censo de los Estados Unidos, el municipio tiene una superficie total de 93.46 km², de la cual 93,46 km² corresponden a tierra firme y (0 %) 0 km² es agua.

## Demografía
Según el censo de 2010, había 356 personas residiendo en el municipio de Forestville. La densidad de población era de 3,81 hab./km². De los 356 habitantes, el municipio de Forestville estaba compuesto por el 97,19 % blancos, el 0,28 % eran afroamericanos, el 0,28 % eran amerindios y el 2,25 % eran de una mezcla de razas. Del total de la población el 1,97 % eran hispanos o latinos de cualquier raza.